# Lefutang (sockenhuvudort i Kina, Hunan Sheng, lat 25,65, long 111,50)
Lefutang (kinesiska: 乐福堂) är en sockenhuvudort i Kina. Den ligger i provinsen Hunan, i den södra delen av landet, omkring 320 kilometer sydväst om provinshuvudstaden Changsha. Antalet invånare är 12 990. Befolkningen består av 5 665 kvinnor och 7 325 män. Barn under 15 år utgör 22,0 %, vuxna 15-64 år 67 %, och äldre över 65 år 10,0 %.
Runt Lefutang är det tätbefolkat, med 257 invånare per kvadratkilometer. Närmaste större samhälle är Shouyanzhen, 7,7 km söder om Lefutang. I omgivningarna runt Lefutang växer huvudsakligen savannskog.
Genomsnittlig årsnederbörd är 1 966 millimeter. Den regnigaste månaden är april, med i genomsnitt 291 mm nederbörd, och den torraste är oktober, med 41 mm nederbörd.